# مارسيو مارسيلو لايت جونيور
مارسيو مارسيلو لايت جونيور هو لاعب كرة قدم برازيلي في مركز الدفاع، ولد في 14 يناير 1993 في Porto Feliz ‏ في البرازيل. لعب مع نادي كوريتيبا.

## وصلات خارجية
- مارسيو مارسيلو لايت جونيور على موقع قاعدة بيانات كرة القدم.إي يو (الإنجليزية)
- مارسيو مارسيلو لايت جونيور على موقع Soccerway.com (الإنجليزية)